# K2 High Definition
K2 High Definition (K2 HD) é uma técnica de masterização desenvolvida pela JVC MUSIC, em 2007, que tem como objetivo alcançar excelência de qualidade sonora em CDs comuns (Compact Disc), realizando processos de masterização em 24 bit e com frequências de amostragem de 100 KHZ.
Os CDs K2 HD não necessitam de um aparelho especial para reproduzi-los, ao contrário do Super Audio CD e o DVD-Audio, já que é uma técnica de masterização, não sendo um formato de mídia propriamente dito. Por isso, são mais atraentes para a maioria dos consumidores, e não apenas para alguns ninchos de mercado, como o Audiófilo.